# La legge del desiderio
La legge del desiderio (La ley del deseo) è un film drammatico del 1987 scritto e diretto da Pedro Almodóvar ed interpretato da Eusebio Poncela, Carmen Maura e da un giovanissimo Antonio Banderas.

## Trama
Pablo, un famoso regista, è innamorato di Juan, anche se quest'ultimo non sembra ricambiare i suoi sentimenti. Sua sorella Tina, che a volte recita nei suoi film, si occupa come una madre di Ada, una bambina di 10 anni figlia di una fotomodella sempre in giro per il mondo. Un giorno Juan lascia Madrid e si trasferisce in Andalusia, in un piccolo paese sul mare.
Qui presto Pablo conosce Antonio, che ha con lui il suo primo rapporto omosessuale; dopo qualche tempo però l'atteggiamento di Antonio diventa troppo possessivo. Pablo allora decide di liberarsene dicendogli che ha intenzione di andare a trovare Juan. Antonio però lo anticipa ed una notte uccide Juan gettandolo da una scogliera. Al suo arrivo Pablo trova Juan nella camera mortuaria e la polizia sospetta che il colpevole sia proprio lui.
Durante il viaggio di ritorno ha un incidente stradale in seguito al quale subisce una perdita di memoria. È a questo punto che veniamo a sapere che Tina in realtà era il fratello di Pablo, che aveva condiviso una relazione incestuosa con il padre comune, che aveva cambiato sesso in Marocco per amore suo, ma alla fine era stato abbandonato.
Tina intanto conosce un ragazzo con il quale instaura una relazione: questo ragazzo però è proprio Antonio. A Pablo torna la memoria e telefona alla sorella per metterla in guardia, ma Antonio s'insospettisce e sequestra Tina ed Ada. Quando arriva la polizia, che nel frattempo era giunta a sospettare anche su di lui, Antonio chiede che Pablo passi un'ora da solo con lui: Pablo accetta e, dopo aver fatto l'amore, Antonio si suicida.

## Produzione

### Sviluppo
Venendo intervistato anni dopo sul film, Almodóvar ha dichiarato che la sua intenzione era sempre stata quella di realizzare un film sul desiderio e la passione: 
Ciò che mi ha sempre interessato di più è la passione fine a sé stessa. È una forza che non puoi controllare, che è più forte di te e che è altrettanto fonte di dolore come di piacere. In ogni caso, è così forte che ti fa fare cose veramente mostruose o assolutamente straordinarie, che non faresti mai quando sei in te!
Il tema centrale del film, l'omosessualità, rese molto difficile trovare finanziamenti per lo sviluppo del progetto. È stato grazie all'intervento personale di Fernando Méndez Leite, rappresentante del governo per la produzione cinematografica, che il ministero della cultura spagnolo donò solo al regista oltre 40 milioni di peseta per realizzare il film.
Il film fu una produzione piuttosto modesta, con un budget totale di 100 milioni di pesetas, meno del precedente film di Almodóvar, Matador (1986).

### Riprese
Tra le location delle riprese c'è la caserma di Conde-Duque di Madrid ed il faro Capo Trafalgar, a Barbate.

#### Scene
Il film presenta due scene molto famose:
- Una vede come protagonista Tina che ansima affinché un netturbino sul marciapiede la innaffi col tubo dell'acqua, mentre sta, testuali parole, schiumando dal caldo;
- Un'altra scena nota, ma soprattutto che all'epoca fece uno scandalo clamoroso, è quella in cui Antonio e Pablo fanno sesso anale.

## Colonna sonora
Alcune delle canzoni presenti nella colonna sonora:
- Ne me quitte pas - Maysa Matarazzo
- Guarda che luna - Fred Buscaglione
- Lo dudo - Los Panchos
- Déjame Recordar - Bola De Nieve (canzone finale)

## Distribuzione
Il film uscì per la prima volta nelle sale cinematografiche spagnole il 7 febbraio 1987, mentre in Italia dal 27 ottobre dello stesso anno; in Germania il 25 febbraio 1987, in Francia a partire dal 16 marzo 1988 e infine nel Regno Unito soltanto il 14 novembre del 1999.

## Accoglienza

### Incassi
Solo in Italia La legge del desiderio al botteghino guadagnò un totale di 1.446.220.000 lire, circa 1.446.220 euro odierni. Contro un budget di circa 100 milioni di peseta, il film in Spagna incassò oltre ₧ 240 milioni.

### Critica
Diversi anni dopo, sul sito web Rotten Tomatoes il film riceve l'eccezionale risultato del 100% delle recensioni professionali positive, con un voto pieno di 10/10, basato su oltre 550 recensioni.

## Riconoscimenti
- 1987 - Festival internazionale del cinema di Berlino
  - Teddy Award a Pedro Almodóvar
- 1987 - Fotogrammi d'argento
  - Miglior film spagnolo a Pedro Almodóvar
  - Candidatura per il miglior attore cinematografico a Eusebio Poncela
  - Candidatura per il miglior attore cinematografico a Antonio Banderas
- 1987 - Los Angeles Film Critics Association
  - New Generation Award a Pedro Almodóvar
- 1987 - San Francisco International Lesbian & Gay Film Festival
  - Premio del pubblico a Pedro Almodóvar[7]

## Curiosità
- Lo stesso regista Almodóvar compare nel film nei panni di un gestore di un negozio di ferramenta.